# Bay City Rollers
Die Bay City Rollers (Kurzform: BCR) sind eine britische Musikgruppe mit Wurzeln im schottischen Edinburgh. Sie gehörten mit Songs wie Bye Bye Baby, I Only Wanna Be with You oder It’s a Game zu den erfolgreichsten Pop-Rock-Bands der 1970er Jahre. 

## Geschichte

### Gründung
Die Brüder Alan und Derek Longmuir gründeten 1965 die Band Ambassador, nahmen im weiteren Verlauf diverse weitere Bandmitglieder auf und nannten sich ab 1967 Saxons. Ihren ersten Auftritt hatten sie im Cairns Memorial Youth Club von Edinburgh. 1968 erfolgte eine weitere Umbenennung, nunmehr trat man als Bay City Rollers auf.
Der Name der Band soll durch den wahllosen Wurf eines Wurfpfeils auf eine Landkarte der USA entstanden sein, der dabei auf die Stadt Bay City in Michigan zeigte. Den Durchbruch erlangten sie 1971 mit dem Song Keep on Dancing. 1972 stieß Eric Faulkner zur Band, 1973 Leslie McKeown und schließlich 1974 Stuart Wood, wodurch die Band die Besetzung erreichte, mit der die größten Erfolge verbunden waren. 1972 belegte die Gruppe mit dem Titel Mañana beim Grand Prix RTL International den ersten Platz. Es folgten mehrere Tourneen, die die Gruppe auch in die USA, nach Japan und Deutschland führten.

### Rollermania
In Großbritannien wurden die Bay City Rollers bezüglich der Sympathien oft mit den damals bekannten The Osmonds verglichen, musikalisch stellte man sie dagegen gerne auch auf eine Stufe mit den Anfängen von The Sweet. Kultstatus erreichte die Band vor allem bei den weiblichen Fans, weshalb die Presse damals von der Rollermania – angelehnt an die Beatlemania – sprach. Konzerte und Fernsehauftritte waren oft durch eine auftretende Massenhysterie unter den Fans gekennzeichnet.
Für erstauntes Unverständnis bei den Eltern der Fans sorgten die vielfach wiederholten Bekenntnisse der Rollers, wie die Bandmitglieder nunmehr genannt wurden, dass sie grundsätzlich keine Unterhosen trügen. Außerdem trugen sie ihre offenen Jacken fast immer auf nackter Haut. Zwischen den vor allem weiblichen Fans der Rollers und Sweet tobte, angefacht durch Teenie-Magazine wie Bravo, über etliche Jahre eine Rivalität.

#### Erkennungsmerkmale der Rollers-Fans
Sowohl die Bandmitglieder als auch die Fans waren durch eine übereinstimmende Mode zu erkennen. Typisch waren parallel geschnittene 4/5-Hosen, deren Nähte mit Streifen aus Schottenstoff (Tartan) besetzt waren, sowie Tartan-Schals, die meist als Accessoires am Gürtel oder am Handgelenk befestigt wurden. Auch Polo-Hemden, Jacken und sogar Kimonos wurden mit Tartan-Streifen verbrämt.
Durch die Band kam außerdem eine voluminöse Föhnfrisur namens Tufty (engl. tufty „büschelig“) in Mode. Beim Frisieren eines Tuftys werden der Pony und das Deckhaar so hochgeföhnt, dass das Haar im Ansatz möglichst viel Stand hat, und sich zu den Spitzen hin in einem sanften Bogen nach außen neigt. Eine gute Grundlage für einen Tufty ist ein vollständig durchgestufter Stufenschnitt von ca. 10–15 cm Länge. Den ausgeprägtesten Tufty trug Eric Faulkner, der auch die Idee zu dieser Frisur hatte.

### Image und Wirklichkeit
Nach außen schienen die Rollers, anders als etwa The Sweet, von Skandalen verschont zu bleiben. Dass ihre wahre Welt anders aussah, zeigte sich bei einem Suizidversuch von Alan Longmuir, der daraufhin die Band verließ. Auch Eric Faulkner sorgte für Negativ-Schlagzeilen, als er im Haus des Bandmanagers angeblich fast an einer Überdosis Schlaftabletten gestorben wäre.

### Streit, Trennungen und mehrere Formationen
Der Kultstatus der Band verblasste, als im Herbst 1978 Sänger Les McKeown die Band verließ und eine Solokarriere begann. Zwar gilt die Band bis heute nicht als aufgelöst, jedoch konnte sie nie wieder an den Erfolg vor 1978 anknüpfen.
Im weiteren Verlauf erfolgten zahlreiche Umbenennungen, so etwa 1979 in The Rollers als Zeichen eines Neubeginns mit dem neuen südafrikanischen Sänger Duncan Faure, der in seinem Heimatland große Erfolge mit der Band Rabbitt gefeiert hatte. Im Mai 1982 trat die Band dann wieder in der Formation ihrer größten Erfolge mit Eric Faulkner, Leslie McKeown, Stuart Wood, Derek Longmuir und Alan Longmuir auf. 1983 stießen auch Ian Mitchell und Pat McGlynn hinzu, die bereits in den 1970er Jahren zeitweilig zur Band gehört hatten, bevor 1984 zunächst Longmuir und dann 1985 auch Faulkner die Gruppe wieder verließen. Faulkner gründete im Anschluss daran eine eigene Band mit dem Namen The New Rollers, so dass zuweilen auch zwei Bay-City-Rollers-Formationen gleichzeitig existierten.
Zum Jahr 2000 gab die Band in der Originalbesetzung (abgesehen von dem Schlagzeuger Derek Longmuir) in ihrer Heimatstadt Edinburgh ein letztes zwanzigminütiges Konzert. Im Frühjahr 2000 kam noch eine Live-CD auf den Markt, deren Bänder Gitarrist Faulkner beim Aufräumen der Garage gefunden hatte. Die Tatsache, dass sich die Band direkt im Anschluss an das Millennium-Konzert in alle Himmelsrichtungen verstreute und die Live-CD nur knapp 500 Mal verkauft wurde (bevor die Lizenzen an andere Plattenlabels verteilt wurden) und Faulkner von der Bildfläche verschwand, ließ alle Hoffnungen auf eine erfolgreiche Wiedervereinigung versiegen. Leslie McKeown brachte 2003 seine Memoiren in Buchform auf den Markt.
Immer wieder gab es einzelne Konzerte und kleinere Tourneen in unterschiedlicher Besetzung, wobei jedoch die erfolgreiche Besetzung Faulkner, McKeown, Wood, Derek und Longmuir in ihrer Gesamtheit als zerstritten gilt und immer wieder zumindest ein Musiker bei den Auftritten anwesend war.
Im September 2015 kündigten McKeown, Wood und Longmuir ihre Wiedervereinigung mit Konzerten ab Dezember an. Parallel dazu erschien im Dezember eine weihnachtliche CD unter dem Titel A Christmas Shang-A-Lang, die überwiegend neue Stücke, aber auch Interpretationen bekannter Weihnachtslieder enthält. Im Juli 2016 spielte die Gruppe auf dem T in The Park Festival beim schottischen Strathallan Castle.
Alan Longmuir starb im Juli 2018 an den Folgen einer Erkrankung, die er sich bei einem Urlaubsaufenthalt mit seiner Frau in Mexiko zugezogen hatte. Im April 2021 starb Sänger Leslie McKeown.
Für den Zeitraum zwischen März und Dezember 2023 fanden elf Konzerte bzw. Auftritte bei Festivals in der Besetzung Ian Thomson, Stuart Wood, Marcus Cordock und Jamie McGrory statt, neun davon in Großbritannien sowie je eines in Dänemark und Deutschland. Weitere folgten 2024 bzw. standen auf ihrer Tourliste, diesmal alle in Großbritannien.

## Rechtsstreit um Tantiemen
Im Frühjahr 2005 berichtete das in Deutschland erscheinende Musiker Magazin, dass die Plattenfirma Arista Records, die zum BMG-Konzern gehört, den Bandmitgliedern seit über 25 Jahren die Auszahlung ausstehender Tantiemen verweigern würde. Begründet wurde dies damit, dass die Auszahlung aufgrund des Streites der ehemaligen Bandmitglieder untereinander nicht erfolgen konnte und daher die Tantiemen bis zu einer Klärung auf einem Treuhandkonto vorgehalten würden.
Die Verträge, auf die sich die Band beruft, erklärte BMG für ungültig, da sie nicht mit dem Konzern abgeschlossen worden seien; ein weiterer Vertrag aus dem Jahr 1981 sei nicht von allen damaligen Bandmitgliedern unterzeichnet gewesen. Ein 2005 ausgestellter Tantiemen-Scheck über 456.330,67 US-Dollar betraf nach der Abrechnung der Plattenfirma nur die Plattenverkäufe der Jahre 1997 bis 2003. Für die Zeiten davor habe die Band im September 1997 nur eine Zahlung in Höhe von 254.392 US-Dollar erhalten. Im März 2007 wurde in New York City Klage eingereicht; 2011 entschied ein Gericht dazu, dass die übliche Verjährungsfrist nicht gelte.

## Diskografie

### Alben
| Jahr | Titel                    | Höchstplatzierung, Gesamtwochen, AuszeichnungChartplatzierungen (Jahr, Titel, Platzierungen, Wochen, Auszeichnungen, Anmerkungen) | Höchstplatzierung, Gesamtwochen, AuszeichnungChartplatzierungen (Jahr, Titel, Platzierungen, Wochen, Auszeichnungen, Anmerkungen) | Höchstplatzierung, Gesamtwochen, AuszeichnungChartplatzierungen (Jahr, Titel, Platzierungen, Wochen, Auszeichnungen, Anmerkungen) | Höchstplatzierung, Gesamtwochen, AuszeichnungChartplatzierungen (Jahr, Titel, Platzierungen, Wochen, Auszeichnungen, Anmerkungen) | Höchstplatzierung, Gesamtwochen, AuszeichnungChartplatzierungen (Jahr, Titel, Platzierungen, Wochen, Auszeichnungen, Anmerkungen) | Anmerkungen                             |
| Jahr | Titel                    | DE | AT | CH | UK | US | Anmerkungen                             |
| ---- | ------------------------ | --- | --- | --- | --- | --- | --------------------------------------- |
| 1974 | Rollin’                  | — | — | — | UK1 Platin · (62 Wo.)UK | — | Erstveröffentlichung: 1. Oktober 1974   |
| 1975 | Once Upon a Star         | — | — | — | UK1 Platin · (37 Wo.)UK | — | Erstveröffentlichung: 11. April 1975    |
| 1975 | Wouldn’t You Like It     | DE30 (12 Wo.)DE | — | — | UK3 Silber · (12 Wo.)UK | — | Erstveröffentlichung: 1. Dezember 1975  |
| 1976 | Rock n’ Roll Love Letter | — | — | — | — | US31 Gold · (16 Wo.)US |                                         |
| 1976 | Dedication               | DE5 (42 Wo.)DE | AT21 (12 Wo.)AT | — | UK4 Silber · (12 Wo.)UK | US26 Gold · (25 Wo.)US | Erstveröffentlichung: 3. September 1976 |
| 1977 | It’s a Game              | DE4 (14 Wo.)DE | AT6 (12 Wo.)AT | — | UK18 (4 Wo.)UK | US23 Gold · (11 Wo.)US |                                         |
| 1978 | Strangers in the Wind    | — | — | — | — | US129 (4 Wo.)US |                                         |

grau schraffiert: keine Chartdaten aus diesem Jahr verfügbar
Weitere Alben
- 1979: Elevator (als The Rollers)
- 1980: Voxx (als The Rollers)
- 1981: Ricochet (als The Rollers)
- 1985: Breakout’85
- 2001: Rollerworld (Livealbum)
- 2015: A Christmas Shang-A-Lang

### Kompilationen
| Jahr | Titel            | Höchstplatzierung, Gesamtwochen, AuszeichnungChartplatzierungen (Jahr, Titel, Platzierungen, Wochen, Auszeichnungen, Anmerkungen) | Höchstplatzierung, Gesamtwochen, AuszeichnungChartplatzierungen (Jahr, Titel, Platzierungen, Wochen, Auszeichnungen, Anmerkungen) | Höchstplatzierung, Gesamtwochen, AuszeichnungChartplatzierungen (Jahr, Titel, Platzierungen, Wochen, Auszeichnungen, Anmerkungen) | Höchstplatzierung, Gesamtwochen, AuszeichnungChartplatzierungen (Jahr, Titel, Platzierungen, Wochen, Auszeichnungen, Anmerkungen) | Höchstplatzierung, Gesamtwochen, AuszeichnungChartplatzierungen (Jahr, Titel, Platzierungen, Wochen, Auszeichnungen, Anmerkungen) | Anmerkungen                            |
| Jahr | Titel            | DE | AT | CH | UK | US | Anmerkungen                            |
| ---- | ---------------- | --- | --- | --- | --- | --- | -------------------------------------- |
| 1976 | Bay City Rollers | — | — | — | — | US20 Gold · (35 Wo.)US | Erstveröffentlichung: 1975             |
| 1978 | Greatest Hits    | DE39 (8 Wo.)DE | — | — | UK12 (4 Wo.)UK | US77 Gold · (11 Wo.)US | Erstveröffentlichung: 1977             |
| 2004 | The Very Best Of | — | — | — | UK11 Gold · (13 Wo.)UK | — | Erstveröffentlichung: 5. April 2004    |
| 2019 | Gold             | — | — | — | UK20 (4 Wo.)UK | — | Erstveröffentlichung: 25. Oktober 2019 |

grau schraffiert: keine Chartdaten aus diesem Jahr verfügbar
Weitere Kompilationen
- 1975: Souvenirs of Youth
- 1976: Rollers Collection
- 1976: Saturday Night
- 1976: Joepie Presents 12 Original Hits
- 1978: Greatest Hits Volume Two
- 1978: Bravo präsentiert Bay City Rollers
- 1978: Early Collection
- 1979: Greatest Story
- 1980: The Bay City Rollers Story
- 1988: Starke Zeiten
- 1994: Keep On Dancing
- 1995: Absolute Rollers - The Very Best of … (UK: Silber)
- 1997: The Magic Collection
- 1998: Shang-a-lang
- 1999: The Best of Les McKeown’s Bay City Rollers
- 2000: The Definitive Collection
- 2004: Nur das Beste – Die größten Hits der BCR
- 2009: Rock ’n’ Rollers: The Best Of (2 CDs)
- 2010: Rollermania – The Anthology
- 2012: This Is Bay City Rollers – The Greatest Hits
- 2013: Best of Bay City Rollers – Bye Bye Baby
- 2013: Original Album Classics (Box mit 5 CDs)

### Singles
| Jahr | Titel Album                                | Höchstplatzierung, Gesamtwochen, AuszeichnungChartplatzierungen (Jahr, Titel, Album, Platzierungen, Wochen, Auszeichnungen, Anmerkungen) | Höchstplatzierung, Gesamtwochen, AuszeichnungChartplatzierungen (Jahr, Titel, Album, Platzierungen, Wochen, Auszeichnungen, Anmerkungen) | Höchstplatzierung, Gesamtwochen, AuszeichnungChartplatzierungen (Jahr, Titel, Album, Platzierungen, Wochen, Auszeichnungen, Anmerkungen) | Höchstplatzierung, Gesamtwochen, AuszeichnungChartplatzierungen (Jahr, Titel, Album, Platzierungen, Wochen, Auszeichnungen, Anmerkungen) | Höchstplatzierung, Gesamtwochen, AuszeichnungChartplatzierungen (Jahr, Titel, Album, Platzierungen, Wochen, Auszeichnungen, Anmerkungen) | Anmerkungen                             |
| Jahr | Titel Album                                | DE | AT | CH | UK | US | Anmerkungen                             |
| ---- | ------------------------------------------ | --- | --- | --- | --- | --- | --------------------------------------- |
| 1971 | Keep On Dancing –                          | — | — | — | UK9 (13 Wo.)UK | — |                                         |
| 1972 | Mañana –                                   | DE25 (9 Wo.)DE | — | — | — | — |                                         |
| 1974 | Remember (Sha-La-La-La) Rollin’            | DE37 (3 Wo.)DE | — | — | UK6 Silber · (12 Wo.)UK | — | Erstveröffentlichung: 28. Dezember 1973 |
| 1974 | Shang-a-lang Rollin’                       | DE41 (2 Wo.)DE | — | — | UK2 Silber · (10 Wo.)UK | — | Erstveröffentlichung: 19. April 1974    |
| 1974 | Summerlove Sensation Rollin’               | — | — | — | UK3 Silber · (10 Wo.)UK | — | Erstveröffentlichung: 19. Juli 1974     |
| 1974 | All of Me Loves All of You –               | — | — | — | UK4 Silber · (10 Wo.)UK | — | Erstveröffentlichung: 4. Oktober 1974   |
| 1975 | Bye Bye Baby Once Upon a Star              | DE10 (26 Wo.)DE | AT13 (4 Wo.)AT | — | UK1 Gold · (16 Wo.)UK | — |                                         |
| 1975 | Give a Little Love Wouldn’t You Like It?   | DE11 (15 Wo.)DE | — | — | UK1 Gold · (9 Wo.)UK | — | Erstveröffentlichung: 1. Juli 1975      |
| 1975 | Saturday Night (Version ’75) Rollin’       | DE10 (15 Wo.)DE | — | — | — | US1 Gold · (17 Wo.)US |                                         |
| 1975 | Money Honey Rock n’ Roll Love Letter       | DE16 (14 Wo.)DE | — | — | UK3 Silber · (9 Wo.)UK | US9 (15 Wo.)US | Erstveröffentlichung: 14. November 1976 |
| 1976 | Love Me Like I Love You –                  | DE15 (10 Wo.)DE | — | CH8 (9 Wo.)CH | UK4 (9 Wo.)UK | — |                                         |
| 1976 | Rock and Roll Love Letter                  | DE13 (14 Wo.)DE | — | — | — | US28 (9 Wo.)US |                                         |
| 1976 | I Only Wanna Be with You –                 | DE9 (19 Wo.)DE | AT17 (8 Wo.)AT | — | UK4 Silber · (9 Wo.)UK | US12 (16 Wo.)US | Erstveröffentlichung: 27. August 1976   |
| 1976 | Yesterday’s Hero Dedication                | DE13 (20 Wo.)DE | AT15 (12 Wo.)AT | — | — | US54 (7 Wo.)US |                                         |
| 1977 | Dedication                                 | — | — | — | — | US60 (7 Wo.)US |                                         |
| 1977 | It’s a Game                                | DE4 (23 Wo.)DE | AT9 (20 Wo.)AT | CH6 (14 Wo.)CH | UK16 (6 Wo.)UK | — |                                         |
| 1977 | You Made Me Believe in Magic It’s a Game   | DE25 (9 Wo.)DE | — | — | UK34 (3 Wo.)UK | US10 (17 Wo.)US |                                         |
| 1977 | The Way I Feel Tonight It’s a Game         | — | — | — | — | US24 (17 Wo.)US |                                         |
| 1977 | Don’t Stop the Music Wouldn’t You Like It? | DE32 (8 Wo.)DE | — | — | — | — |                                         |
| 1978 | Where Will I Be Now Strangers in the Wind  | DE48 (1 Wo.)DE | — | — | — | — |                                         |

grau schraffiert: keine Chartdaten aus diesem Jahr verfügbar
Weitere Singles
- 1972: We Can Make Music
- 1973: Saturday Night
- 1976: My Teenage Heart
- 1976: Maybe I’m a Fool to Love You
- 1976: Don’t Worry Baby
- 1977: Don’t Let the Music Die
- 1977: Sweet Virginia
- 1978: All of the World Is Falling in Love
- 1979: Turn On the Radio (als The Rollers)
- 1983: Piece of the Action
- 1985: Love in the World
- 1985: When You Find Out
- 1991: Flowers of Scotland

## Auszeichnungen für Musikverkäufe
| Goldene Schallplatte - Hongkong - 1979: für das Album Greatest Hits - Kanada - 1976: für die Single Saturday Night (Version ’75) - 1976: für die Single Money Honey - 1976: für die Single Don’t Stop the Music | Platin-Schallplatte - Kanada - 1976: für das Album Bay City Rollers - 1976: für das Album Rock n’ Roll Love Letter |

Anmerkung: Auszeichnungen in Ländern aus den Charttabellen bzw. Chartboxen sind in ebendiesen zu finden.
| Land/RegionAuszeichnungen für Musikverkäufe (Land/Region, Auszeichnungen, Verkäufe, Quellen) | Silber     | Gold       | Platin     | Verkäufe  | Quellen         |
| -------------------------------------------------------------------------------------------- | ---------- | ---------- | ---------- | --------- | --------------- |
| Hongkong (IFPI/HKRIA)                                                                        | —          | Gold1      | —          | 10.000    | ifpihk.org      |
| Kanada (MC)                                                                                  | —          | 3× Gold3   | 2× Platin2 | 425.000   | musiccanada.com |
| Vereinigte Staaten (RIAA)                                                                    | —          | 6× Gold6   | —          | 3.500.000 | riaa.com        |
| Vereinigtes Königreich (BPI)                                                                 | 9× Silber9 | 3× Gold3   | 2× Platin2 | 3.380.000 | bpi.co.uk       |
| Insgesamt                                                                                    | 9× Silber9 | 13× Gold13 | 4× Platin4 |           |                 |

## Künstlerauszeichnungen
- Bravo Otto
  - Gold: 1975, 1976
  - Silber: 1977